# Chad Mirkin
Chad Alexander Mirkin (né le 23 novembre 1963) est un chimiste américain. Il est professeur de chimie "George B. Rathmann", professeur de médecine, professeur de science et génie des matériaux, professeur de génie biomédical et professeur de génie chimique et biologique, et directeur de l'Institut international de nanotechnologie et du Centre de nanofabrication et d'automoléculaire à l'Université Northwestern.
Mirkin est connu pour son développement de schémas de biodétection à base de nanoparticules, l'invention de la nanolithographie dip-pen et ses contributions à la chimie supramoléculaire, à la nanoélectronique et à la nanooptique. En 2010, il est classé comme le chimiste le plus cité au monde au cours de la dernière décennie quant au nombre total de citations, le deuxième chimiste le plus cité quant au facteur d'impact et le chercheur en nanomédecine le plus cité.

## Jeunesse et éducation
Mirkin est né le 23 novembre 1963 à Phoenix, en Arizona. Il obtient son diplôme BS du Dickinson College en 1986 et son doctorat de l'Université d'État de Pennsylvanie en 1989,. Il est chercheur postdoctoral NSF au Massachusetts Institute of Technology où il travaille avec Mark S. Wrighton sur des dispositifs à microélectrodes pour l'électrocatalyse. Il devient professeur à l'Université Northwestern en 1991.

## Recherches
Les recherches de Mirkin se concentrent sur le développement de méthodes de contrôle de l'architecture des molécules et des matériaux sur l'échelle de 1 - 100 nm et utilisant ces structures dans le développement d'outils analytiques qui peuvent être utilisés dans les domaines de la détection chimique et biologique, de la lithographie, de la catalyse et de l'optique. Mirkin est le pionnier de l'utilisation de l'ADN et des nanoparticules comme synthons dans la science des matériaux et le développement de biodiagnostics basés sur les nanoparticules,.
Une stratégie commune utilisée par le groupe de Mirkin est l'utilisation des propriétés uniques des acides nucléiques sphériques (SNA), des arrangements sphériques d'acides nucléiques avec ou sans noyaux de nanoparticules organiques ou inorganiques, pour permettre la synthèse de nouveaux matériaux et de cristaux colloïdaux, le développement de sondes à haute sensibilité à des fins de diagnostic chimique et médical, et des structures à entité unique capables de réguler les gènes intracellulaires. Son travail de 1996 avec des conjugués de nanoparticules SNA-or introduit le concept d'une nanoparticule en tant qu'atome et d'acides nucléiques en tant que liaisons, et il jette les bases des domaines de l'ingénierie des cristaux colloïdaux avec de l'ADN et des diagnostics moléculaires basés sur des nanoparticules et des nanocristaux bien définis. Les SNA sont la pierre angulaire du système Verigene approuvé par la FDA de Luminex, de la plate-forme SmartFlare d'EMD Millipore et de quatre médicaments. De plus, ses inventions de DPN, Polymer Pen Lithography (PPL) et Beam Pen Lithography (BPL) sont à la base des outils de modelage commerciaux des séries TERA-fab M et E, connus sous le nom de fabs de bureau (TERA-print, LLC).
Il a publié plus de 850 manuscrits, avec un index Google Scholar H de 189 et a plus de 1200 brevets et demandes de brevet.
Mirkin est élu dans les trois branches des Académies nationales des sciences, d'ingénierie et de médecine. Il siège à plusieurs comités consultatifs de rédaction, dont ACS Nano, le Journal of the American Chemical Society et Angewandte Chemie. Il est l'éditeur fondateur de la revue de nanotechnologie Small et il est éditeur associé du Journal of the American Chemical Society. Mirkin est cofondateur de plusieurs sociétés, dont NanoInk, Nanosphere (acquise par Luminex pour 83 millions de dollars en 2016), Azul 3D, TERA-print, Exicure et Stoicheia.
En 2024, il est lauréat du prix Kavli pour les nanosciences, conjointement avec Robert Langer et Paul Alivisatos .

## Politique scientifique
En plus de ses travaux universitaires et de recherche, Mirkin participe à l'élaboration de décisions en matière de politique scientifique. De 2009 à 2017, Mirkin est nommé au Conseil consultatif du président sur la science et la technologie (PCAST) du président Barack Obama,. Il copréside le rapport PCAST intitulé "Engage to Excel", axé sur les questions d'enseignement et d'engagement impliquant des étudiants qui en sont à leurs deux premières années d'études.